# Careware
Un careware (de l'anglais careware, nommé aussi charityware) parfois traduit en caritaticiel ou logiciel caritatif est un type de logiciel généralement gratuit, mais dont l'auteur invite les utilisateurs à faire un don en faveur d'une association caritative de son choix. Le logiciel en question peut être libre ou non ; dans ce dernier cas, le careware n'est qu'une forme particulière de shareware.
Parmi les logiciels connus adoptant ce mode de fonctionnement, citons notamment l'éditeur de texte Vim, qui encourage ses utilisateurs à faire un don aux orphelins en Ouganda ou bien encore l'extension de Mozilla Firefox FireFTP, dont les dons sont reversés à un orphelinat de Sarajevo, en Bosnie-Herzégovine. 